# Antoni Cieślik
Antoni Cieślik (ur. 14 kwietnia 1904, zm. 31 marca 1981) – podoficer Wojska Polskiego II RP i Polskich Sił Zbrojnych na Zachodzie.

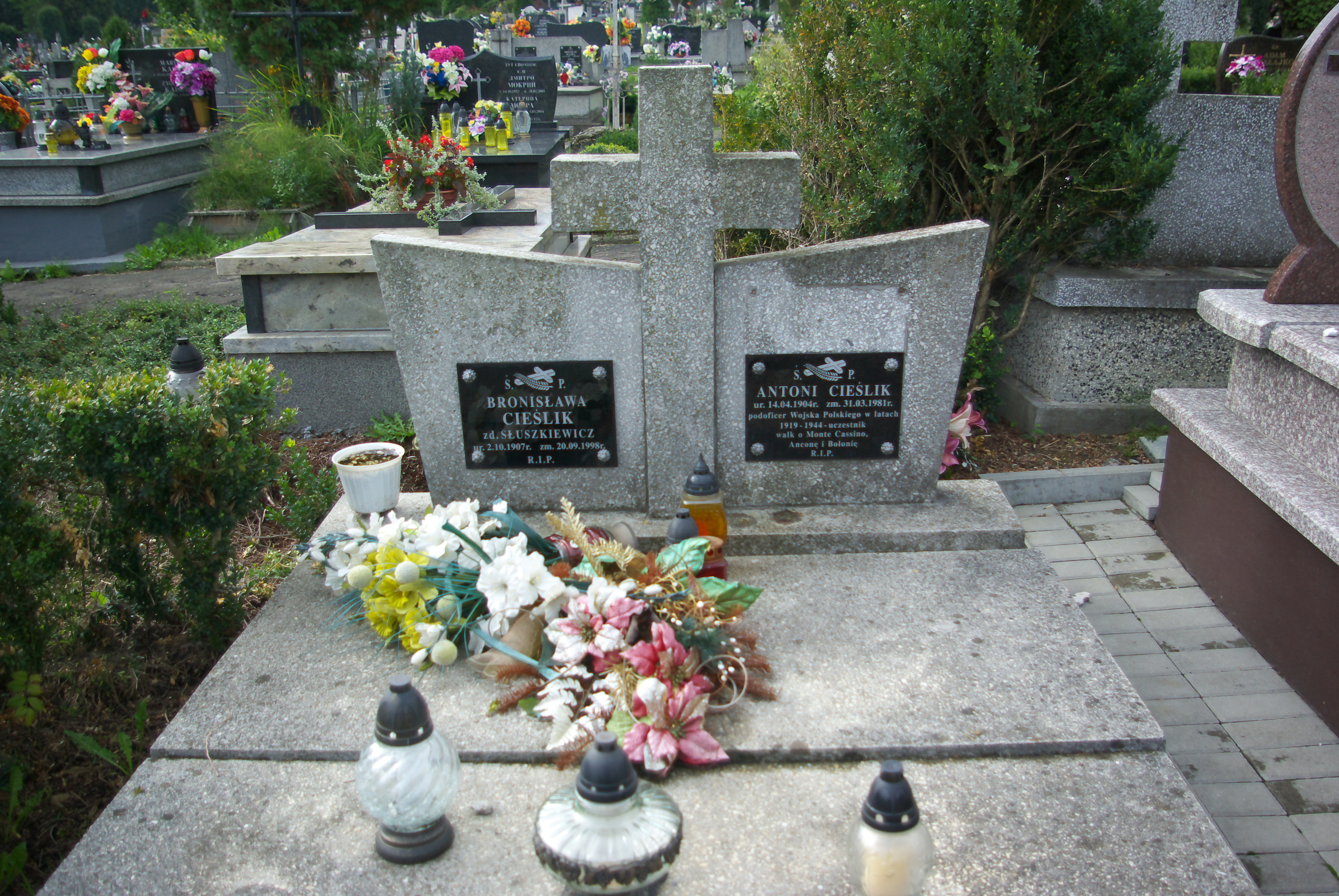
Grobowiec Antoniego i Bronisławy Cieślików w Sanoku

## Życiorys
Urodził się 14 kwietnia 1904. Od 1919 był podoficerem Wojska Polskiego II RP. Po wybuchu II wojny światowej, kampanii wrześniowej i agresji ZSRR na Polskę z 17 września 1939 został aresztowany przez Sowietów i wywieziony do ZSRR. Na mocy układu Sikorski-Majski z 30 lipca 1941 odzyskał wolność, po czym wstąpił do formowanej Armii Polskiej w ZSRR gen. Władysława Andersa. Wraz z 2 Korpusem Polskim przebył szlak przez Bliski Wschód (Iran, Irak, Palestyna, Egipt) do Włoch, służąc w stopniu starszego sierżanta. Brał udział w kampanii włoskiej. Uczestniczył w walkach w bitwie o Monte Cassino, bitwie o Ankonę i bitwie o Bolonię.
W oddziale miejskim w Sanoku ZBoWiD 21 października 1973 wybrany sekretarzem komisji socjalno-bytowej oraz pełnił tam też funkcję skarbnika.
Zmarł 31 marca 1981. Został pochowany na Cmentarzu Centralnym w Sanoku.
Jego żoną była Bronisława z domu Słuszkiewicz (1907–1998).

## Odznaczenia
- Krzyż Kawalerski Orderu Odrodzenia Polski (1975)[4]